# Jennie Collins
Jane "Jennie" Collins (1828 – Brookline, 20 de julio de 1887) fue una reformista laboral estadounidense, humanitaria y sufragista. Huérfana de niña, se mantuvo a los 14 años trabajando en las fábricas de algodón, y más tarde como empleada doméstica y costurera. Participó activamente en los movimientos abolicionistas y laborales, fue voluntaria en hospitales militares durante la Guerra Civil y fundó una organización benéfica para mujeres trabajadoras pobres en Boston. En 1870, a petición de Susan B. Anthony, se dirigió a la convención de la Asociación Nacional de Sufragio de Mujeres en Washington. Al año siguiente, se convirtió en una de las primeras mujeres de clase trabajadora en los Estados Unidos en publicar un volumen de sus propios escritos: Nature's Aristocracy; O, batallas y heridas en tiempo de paz. Una súplica para los oprimidos. 

## Biografía

### Infancia y juventud
Collins nació en la pobreza en Amoskeag, Nuevo Hampshire (ahora parte de Mánchester), en 1828. Huérfana de niña, fue criada por su abuela cuáquera, quien murió cuando tenía 14 años. Dejada a su suerte, trabajó durante algún tiempo en las fábricas de algodón de Lawrence y Lowell, luego como empleada doméstica en la casa del juez John Lowell en Boston. De 1861 a 1870 trabajó como fabricante de chalecos para Macullar, Williams & Parker, un fabricante de ropa cuyos propietarios más tarde ayudaron a financiar sus esfuerzos filantrópicos. Mientras trabajaba en Boston, tomó clases nocturnas de historia y política, y fue profesora de historia en la Iglesia de la Unidad. Collins era admiradora del ministro unitario Theodore Parker, que era predicabador en Boston en ese momento. También estaba profundamente interesada en el espiritismo, un movimiento religioso vinculado con el trabajo y los derechos de las mujeres.
Collins fue una abierta opositora de la esclavitud, como lo era Parker. Durante la Guerra Civil, se ofreció como voluntaria en hospitales militares, enseñó a los hijos de los soldados y organizó un grupo de mujeres locales que realizaban obras de caridad para los soldados de la Unión en su tiempo libre.

### Activismo
Cuando todavía trabajaba como fabricante de chalecos, Collins comenzó a interesarse por temas laborales y de la mujer y a hacer campaña para candidatos políticos. En un evento, en el que fue la única mujer oradora, habló en defensa de Ulysses S. Grant, Charles Sumner y William Claflin. Hizo su primer discurso público importante en 1868, en el Washington Hall, en apoyo de los derechos de las mujeres. Abordó el tema desde una perspectiva distintiva de la clase trabajadora, como Margaret Foley hizo décadas después. Ese mismo año, habló en la conferencia de organización de las Hijas de St. Crispin, el primer sindicato nacional de mujeres en los Estados Unidos. Su reputación creció y se convirtió en una de las principales oradoras de Boston en temas como la reforma del trabajo infantil, el día de ocho horas y mejores salarios y condiciones laborales para las mujeres. En 1869 se unió a la National Labor Reform League y ayudó a organizar la Boston Working Women's League.
En el otoño de 1869 habló en apoyo de los trabajadores en huelga en el Cocheco Mill en Dover, New Hampshire. En un evento, se dirigió a una multitud de miles en Huntington Hall en Lowell, donde pidió un boicot: "Las mujeres trabajadoras usaremos vestidos de hoja de higuera antes de patrocinar a la Compañía de Cocheco". Su discurso conmovedor atrajo la atención de la sufragista Susan B. Anthony, quien invitó a Collins a hablar en la convención de 1870 de la Asociación Nacional de Sufragio de Mujeres. Su discurso en el Union League Hall en Washington fue un "éxito decidido". Un observador escribió más tarde que Collins "cuenta sus historias con un tinte tan tierno y natural que pocos ojos están secos durante sus discursos".

### Boffin's Bower

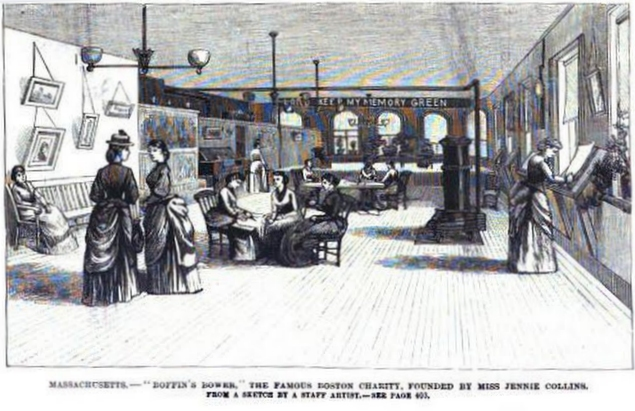
Representación artística de Boffin's Bower. Periódico ilustrado de Frank Leslie, 1887.

En el verano de 1870, con el respaldo de los líderes empresariales del área, Collins estableció Boffin's Bower, un centro social para mujeres trabajadoras, en 813 Washington Street. Su nombre inusual se deriva de la novela de Dickens, Nuestro amigo mutuo. Como Collins explicó más tarde, "Si hubiera llamado a mi lugar 'Sede de las Mujeres Trabajadoras', o por un nombre similar, no habría llamado la atención. Pero cuando coloqué el letrero 'Boffin's Bower' todos corrieron a la habitación para ver cuál era el lugar. Hice muchos conocidos y amigos de esa manera, y recibí una gran ayuda". Boffin's Bower comenzó modestamente como una sala de estar con un piano, y se amplió para incluir una sala de lectura con libros y periódicos, y un taller con máquinas de coser. El Bower proporcionó comida y ropa a los necesitados, y alojamiento temporal a un pequeño número de mujeres sin hogar. A través de sus conexiones con empresas locales, Collins ayudó a cientos de mujeres a encontrar empleo cada año; entre ellas, las primeras empleadas de la oficina de correos de Boston. En ocasiones especiales, organizaba actividades de ocio; había cenas de Navidad, lecturas cómicas, actuaciones musicales y conferencias de oradores locales como Julia Ward Howe.
Collins sabía que el trabajo caritativo no podía abordar las causas subyacentes de la pobreza, y continuamente trataba de hacer más. En un momento, planeó abrir una "escuela de cocina", y en 1871 solicitó ayuda a la legislatura estatal para establecer una Asociación de Aprendices de Mujeres Jóvenes para proporcionar capacitación laboral a trabajadores no cualificados. A través de la Liga de Mujeres Trabajadoras, ella y Aurora Phelps trataron de crear una comunidad dirigida por mujeres llamada "Aurora" en la zona rural de Massachusetts, pero no pudieron reunir suficiente capital. Mientras tanto, Collins tenía que atender las necesidades más inmediatas de sus "chicas". En 1872, el Gran Incendio de Boston destruyó 65 acres del centro de Boston. Cientos de mujeres que habían perdido sus trabajos, y en algunos casos también sus hogares, acudieron en masa al Bower en busca de ayuda.
Para recaudar fondos para Boffin's Bower, Collins dio conferencias pagadas y organizó una feria anual. También contribuyó con la mayor parte de las ganancias de su libro, Nature's Aristocracy, editado por Russell Conwell y publicado en 1871. Collins fue una de las primeras mujeres de la clase trabajadora de los Estados Unidos en publicar un volumen de sus propios escritos. El libro es una colección de bocetos autobiográficos, polémicas y viñetas ficticias, vagamente centradas en el argumento de que la sociedad americana se había desviado de los ideales consagrados en la Constitución, creando una aristocracia corrupta y niveles peligrosos de desigualdad de la riqueza.
A pesar de su falta de educación formal, y tal vez inspirada por escritores de clase trabajadora como Lucy Larcom y Dickens, Collins soñó con una carrera literaria que nunca se materializó. Sin embargo, sus informes anuales sobre Boffin's Bower fueron ampliamente leídos e informados en periódicos de todo el país, llamando la atención sobre las necesidades de aquellos a quienes llamó "los pobres accidentales": aquellos que trabajaron duro pero no pudieron mantenerse en la enfermedad o la vejez, y que no pudieron obtener ayuda de instituciones de caridad porque no habían sido "capacitados como mendicantes". Ella escribió conmovedoramente sobre la difícil situación de las madres trabajadoras que no tenían acceso a cuidado infantil asequible, las mujeres a las que se les pagaba el salario por hambre y las niñas a las que se les engañaba. En 1874, la Oficina Estatal de Estadísticas Laborales solicitó su opinión para un informe sobre las mujeres trabajadoras de Boston.
 

Nunca se casó. Sus contemporáneos eran propensos a describirla en términos a la vez poco halagadores y admiradores: poco refinada y pugnaz, inteligente, ingeniosa y de buen corazón. La descripción de un reportero en el Sacramento Daily Union es típica: 
 Una figura pequeña, delgada, angular y nerviosa, mucho más allá de la floración de la juventud, despreciando todas las pretensiones de los convencionalismos de la sociedad o la tribuna, es preeminentemente la campeona y exponente de las mujeres trabajadoras de Nueva Inglaterra. 

### Últimos años
A pesar de sufrir asma, Collins estuvo activa hasta el final de su vida. Contribuyó prolíficamente a periódicos y revistas, además de publicar informes anuales para Boffin's Bower. Durante sus últimos años, vivió en la casa de una amiga viuda llamada Eveline J. Pillsbury y el hermano de Pillsbury. En 1887, murió de tuberulosis en la casa de un amigo en Brookline. Su lápida en el cementerio de Walnut Hills dice: "Jennie Collins, la amiga de las trabajadoras y fundadora de" Boffin's Bower ". Murió el 20 de julio de 1887, a la edad de 59 años ".

## Legado
Bower de Boffin fue anterior a South End House, considerada la primera casa del movimiento settlement de Boston, por casi dos décadas. Aunque Boffin's Bower desempeñaba muchas de las mismas funciones que una casa de acogida, no estaba conformada por reformadores de clase superior con educación universitaria que intentaban estudiar los problemas de los trabajadores pobres, sino por una mujer de clase trabajadora que ya estaba familiarizada con ellos. Después de la muerte de Collins, una organización benéfica de mujeres llamada Helping Hand Society se hizo cargo del trabajo de Boffin's Bower, abriendo una casa de huéspedes de bajo alquiler para niñas trabajadoras en Carver Street (ahora Charles Street South ), cerca de la Unión Educativa e Industrial de Mujeres. El reverendo Edward Everett Hale comentó en el momento en que se necesitaban treinta o cuarenta de esas casas en Boston.
La Universidad de Nebraska publicó una nueva edición de Nature's Aristocracy en 2010. En su introducción, la historiadora Judith Ranta lo llama "el primer intento de una autora estadounidense de cualquier origen o género para producir una visión general de la vida de la clase trabajadora".
Jennie Collins y Boffin's Bower son recordados en el Boston Heritage Heritage Trail.

## Artículos
- Nature's Aristocracy; Or, Battles and Wounds in Time of Peace. A Plea for the Oppressed. Lee & Shepard. 1871.
- A Plan for Future Work, in Behalf of the Working Women. G. L. Keyes. 1872.
- «New England Factories». The Revolution. 13 de enero de 1870. Archivado desde el original el 8 de mayo de 2023. Consultado el 30 de marzo de 2020.

### Otras lecturas
- «Aurora». The New York Times. 28 de octubre de 1873.
- «Jennie Collins and the Dover Strike». The Revolution. 30 de diciembre de 1869. p. 410. Archivado desde el original el 9 de mayo de 2023. Consultado el 30 de marzo de 2020.
- «Domestic Service for Women». The Revolution. 10 de febrero de 1870. p. 86. Archivado desde el original el 4 de noviembre de 2016. Consultado el 30 de marzo de 2020.
- «Boffin's Bower and its Founder». Frank Leslie's Illustrated Newspaper. 63-65: 403.
- Vapnek, Lara (2010). «Staking Claims to Independence: Jennie Collins, Aurora Phelps, and the Boston Working Women's League, 1865–1877».  En Hewitt, ed. No Permanent Waves: Recasting Histories of U.S. Feminism. Rutgers University Press. pp. 305-328. ISBN 9780813547251.
- Whiting, Lilian (1888). «Jennie Collins». The Chautauquan 8: 159-161.